# Pierre Benoît François de Regourd de Vaxis
Pierre Benoît François de Regourd de Vaxis, né le 29 janvier 1765 à Cahors (Lot) et mort le 14 avril 1835 dans la même ville, est un homme politique français.

## Biographie
Fils du procureur du roi du présidial de Cahors, il est maire de la ville et député du Lot de 1820 à 1830, siégeant dans la majorité soutenant les ministères de la Restauration.

## Sources
- « Pierre Benoît François de Regourd de Vaxis », dans Adolphe Robert et Gaston Cougny, Dictionnaire des parlementaires français, Edgar Bourloton, 1889-1891 [détail de l’édition]